# Liste des sénateurs des États-Unis pour le Montana
Cet article dresse la liste des membres du Sénat des États-Unis élus de l'État du Montana depuis son admission dans l'Union le 8 novembre 1889.

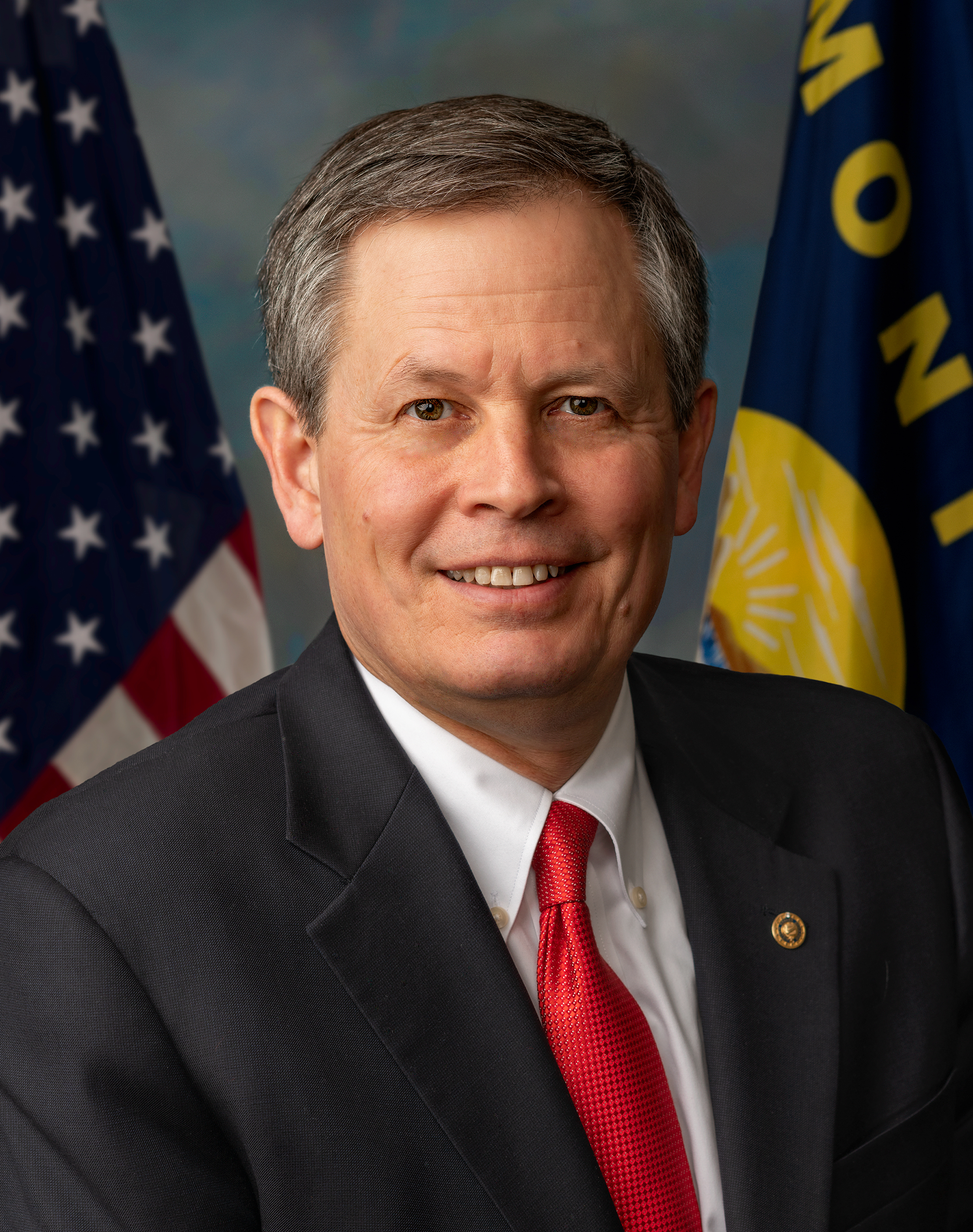
Steve Daines (R), sénateur depuis 2015.
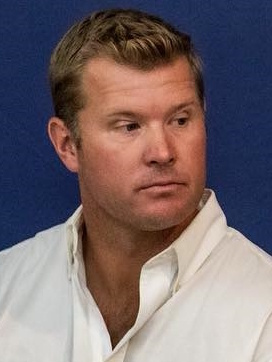
Tim Sheehy (R), sénateur depuis 2025.

## Élections
Les deux sénateurs sont élus au suffrage universel direct pour un mandat de six ans. Les prochaines élections auront lieu en novembre 2024 pour le siège de la classe I et en novembre 2026 pour le siège de la classe II.

## Liste des sénateurs

### Classe I
| no     | Sénateur | Sénateur               | Parti                                  | Mandat                                                     | Notes                                                                                   |
| ------ | -------- | ---------------------- | -------------------------------------- | ---------------------------------------------------------- | --------------------------------------------------------------------------------------- |
| 1      |          | Wilbur F. Sanders (en) | Républicain                            | 1er janvier 1890 – 3 mars 1893 (3 ans, 2 mois et 2 jours)  | Élu en 1890.Battu en 1893.                                                              |
| Vacant | Vacant   | Vacant                 | Vacant                                 | 4 mars 1893 – 16 janvier 1895 (1 an, 10 mois et 12 jours)  | La législature du Montana échoue à élire un sénateur.                                   |
| 2      |          | Lee Mantle (en)        | Républicain puisSilver Republican (en) | 16 janvier 1895 – 3 avril 1899 (4 ans, 2 mois et 18 jours) | Élu pour terminer le mandat.Perd la nomination républicaine.                            |
| 3      |          | William A. Clark       | Démocrate                              | 4 mars 1899 – 15 mai 1900 (1 an, 2 mois et 11 jours)       | Élu en 1899.Démissionne après des accusations de fraude.                                |
| Vacant | Vacant   | Vacant                 | Vacant                                 | 15 mai 1900 – 7 janvier 1901 (7 mois et 23 jours)          | Clark est nommé pour poursuivre son mandat,mais ne remplit pas les conditions requises. |
| 4      |          | Paris Gibson (en)      | Démocrate                              | 7 mars 1901 – 3 mars 1905 (3 ans, 11 mois et 24 jours)     | Élu pour terminer le mandat de Clark.Ne se représente pas.                              |
| 5      |          | Thomas H. Carter (en)  | Républicain                            | 4 mars 1905 – 3 mars 1911 (5 ans, 11 mois et 27 jours)     | Élu en 1905.Ne se représente pas.                                                       |
| 6      |          | Henry L. Myers (en)    | Démocrate                              | 4 mars 1911 – 3 mars 1923 (11 ans, 11 mois et 27 jours)    | Élu en 1911.Réélu en 1916.Ne se représente pas.                                         |
| 7      |          | Burton K. Wheeler      | Démocrate                              | 4 mars 1923 – 3 janvier 1947 (23 ans, 9 mois et 30 jours)  | Élu en 1922.Réélu en 1928, 1934 et 1940.Perd la nomination démocrate.                   |
| 8      |          | Zales Ecton            | Républicain                            | 3 janvier 1947 – 3 janvier 1953 (6 ans)                    | Élu en 1946.Battu en 1952.                                                              |
| 9      |          | Mike Mansfield         | Démocrate                              | 3 janvier 1953 – 3 janvier 1977 (24 ans)                   | Élu en 1952.Réélu en 1958, 1964 et 1970.Ne se représente pas.                           |
| 10     |          | John Melcher (en)      | Démocrate                              | 3 janvier 1977 – 3 janvier 1989 (12 ans)                   | Élu en 1976.Réélu en 1982.Battu en 1988.                                                |
| 11     |          | Conrad Burns           | Républicain                            | 3 janvier 1989 – 3 janvier 2007 (18 ans)                   | Élu en 1988.Réélu en 1994 et 2000Battu en 2006.                                         |
| 12     |          | Jon Tester             | Démocrate                              | 3 janvier 2007 – 3 janvier 2025 (18 ans)                   | Élu en 2006.Réélu en 2012 et 2018.Battu en 2024.                                        |
| 13     |          | Tim Sheehy             | Républicain                            | Depuis le 3 janvier 2025 (1 mois et 27 jours)              | Élu en 2024.                                                                            |

### Classe II
| no | Sénateur | Sénateur              | Parti       | Mandat                                                         | Notes |
| -- | -------- | --------------------- | ----------- | -------------------------------------------------------------- | --- |
| 1  |          | Thomas C. Power (en)  | Républicain | 2 janvier 1890 – 3 mars 1895 (5 ans, 2 mois et 1 jour)         | Élu en 1890.Ne se représente pas. |
| 2  |          | Thomas H. Carter (en) | Républicain | 4 mars 1895 – 3 mars 1901 (5 ans, 11 mois et 27 jours)         | Élu en 1895.Ne se représente pas. |
| 3  |          | William A. Clark      | Démocrate   | 4 mars 1901 – 3 mars 1907 (5 ans, 11 mois et 27 jours)         | Élu en 1901.Ne se représente pas. |
| 4  |          | Joseph M. Dixon (en)  | Républicain | 4 mars 1907 – 3 mars 1913 (5 ans, 11 mois et 27 jours)         | Élu en 1907.Battu en 1913 sous l'étiquette progressiste. |
| 5  |          | Thomas J. Walsh       | Démocrate   | 4 mars 1913 – 2 mars 1933 (19 ans, 11 mois et 26 jours)        | Élu en 1913.Réélu en 1918, 1924 et 1930.Meurt en cours de mandat. |
| 6  |          | John E. Erickson (en) | Démocrate   | 13 mars 1933 – 6 novembre 1934 (1 an, 7 mois et 24 jours)      | Nommé pour poursuivre le mandat de Walshaprès sa démission du poste de gouverneur.Perd la nomination démocrate.                                                           |
| 7  |          | James E. Murray (en)  | Démocrate   | 7 novembre 1934 – 3 janvier 1961 (26 ans, 1 mois et 27 jours)  | Élu pour terminer le mandat de Walsh.Réélu en 1936, 1942, 1948 et 1954.Ne se représente pas.                                                                              |
| 8  |          | Lee Metcalf (en)      | Démocrate   | 3 janvier 1961 – 12 janvier 1978 (17 ans et 9 jours)           | Élu en 1960.Réélu en 1966 et 1972.Meurt en cours de mandat. |
| 9  |          | Paul G. Hatfield (en) | Démocrate   | 22 janvier – 12 décembre 1978 (10 mois et 20 jours)            | Nommé pour terminer le mandat de Metcalf.Perd la nomination démocrate.Démissionne après l'élection de son successeur.                                                     |
| 10 |          | Max Baucus            | Démocrate   | 15 décembre 1978 – 6 février 2014 (35 ans, 1 mois et 22 jours) | Nommé pour terminer le mandat de Hatfieldaprès son élection en 1978.Réélu en 1984, 1990, 1996, 2002 et 2008.Démissionne pour devenir ambassadeur des États-Unis en Chine. |
| 11 |          | John Walsh            | Démocrate   | 9 février 2014 – 3 janvier 2015 (10 mois et 25 jours)          | Nommé pour terminer le mandat de Baucus.Ne se présente pas. |
| 12 |          | Steve Daines          | Républicain | Depuis le 3 janvier 2015 (10 ans, 1 mois et 27 jours)          | Élu en 2014 et réélu en 2020. |